# Loonie
El loonie (francés: huard), antiguamente la moneda canadiense de un dólar, es una moneda canadiense de color dorado introducida en 1987 y fabricada por la Real Casa de la Moneda de Canadá en Winnipeg. Las versiones más comunes de la moneda muestran un somorgujo común, un ave que se encuentra en todo Canadá, en el reverso y la reina Isabel II, la jefa de Estado de la nación en el momento de la emisión de la moneda, en el anverso. A lo largo de los años se han acuñado varias ediciones conmemorativas y de colección de la moneda con diseños especiales que sustituyen al somorgujo del reverso. A partir de diciembre de 2023, entrará en circulación una nueva versión con la efigie del rey Carlos III, que sustituirá a la versión con la efigie de Isabel II.
El contorno de la moneda es un polígono de Reuleaux de 11 lados. Su diámetro de 26,5 mm y sus 11 lados coinciden con los del dólar Susan B. Anthony que ya circula en Estados Unidos, y su grosor de 1,95 mm se aproxima a los 2,0 mm de este último. Su color dorado difería del color plateado del dólar Anthony; sin embargo, los siguientes dólares Sacagawea y Presidencial coincidían con el tono general del loonie. Otras monedas que utilizan una curva no circular de anchura constante son las monedas británicas de siete caras de veinte y cincuenta peniques (esta última tiene un tamaño y un valor similares a los del loonie, pero es de color plateado).
Tras su introducción, la moneda se convirtió en una metonimia del dólar canadiense: los medios de comunicación hablan a menudo de la cotización del loonie frente a otras monedas. El apodo loonie llegó a ser tan ampliamente reconocido que, en 2006, la Real Casa de la Moneda de Canadá se hizo con sus derechos. Cuando se introdujo la moneda canadiense de dos dólares en 1996, recibió a su vez el apodo de "toonie" (un acrónimo de "two" y "loonie").

## Antecedentes
Canadá acuñó por primera vez una moneda de un dólar de plata en 1935 para celebrar el 25 aniversario del reinado de Jorge V. El dólar voyageur, llamado así porque en el reverso aparecía un indígena y un voyageur francés remando en canoa, se acuñó en plata hasta 1967, año a partir del cual se acuñó principalmente en níquel. La versión de níquel pesaba 15,6 gramos y medía 32,1 milímetros de diámetro, además de ser más pequeña que la versión de plata.
En 1982, la Real Casa de la Moneda de Canadá empezó a trabajar en una nueva composición para la moneda de dólar, con la esperanza de que aumentara su circulación. Al mismo tiempo, los operadores de máquinas expendedoras y los sistemas de tránsito presionaban al Gobierno de Canadá para que sustituyera los billetes de dólar por monedas de mayor circulación. Un comité de los Comunes recomendó en 1985 que se eliminara el billete de dólar, a pesar de que no había pruebas de que los canadienses apoyaran la medida. El gobierno argumentó que ahorraría entre 175 y 250 millones de dólares en 20 años al pasar de billetes que tenían una vida útil de menos de un año a monedas que durarían dos décadas.

## Historia
El gobierno anunció el 25 de marzo de 1986 que la nueva moneda de un dólar se lanzaría al año siguiente como sustituta del billete de un dólar, que se iría eliminando gradualmente. Se esperaba que costara 31,8 millones de dólares producir los primeros 300 millones de monedas, pero a través del señoreaje (la diferencia entre el coste de producción y el valor de la moneda), se esperaba ganar hasta 40 millones de dólares al año con las monedas. De los beneficios obtenidos, un total de 60 millones de dólares en cinco años se destinaron a financiar los Juegos Olímpicos de Invierno de 1988 en Calgary.
Se había considerado el fracaso de la moneda de un dólar de Susan B. Anthony en Estados Unidos y se creía que los estadounidenses se negaban a apoyar la moneda debido a su similitud con su moneda de 25 centavos y a su falta de atractivo estético. Al anunciar la nueva moneda de un dólar canadiense, el gobierno declaró que tendría el mismo tamaño general que la moneda de Susan B. Anthony -un poco más grande que una moneda de 25 centavos- para permitir la compatibilidad con las máquinas expendedoras fabricadas en Estados Unidos, pero que tendría once caras y sería de color dorado.
Estaba previsto que la moneda siguiera utilizando el tema del viajero de su predecesora, pero los troqueles maestros que se habían acuñado en Ottawa se perdieron durante el transporte a las instalaciones de la Fábrica de la Moneda en Winnipeg. Una comisión de los Comunes encargada de investigar la pérdida descubrió que la Fábrica de la Moneda no tenía procedimientos documentados para el transporte de los troqueles maestros y que los había enviado a través de un servicio de mensajería local en un intento de ahorrar 43,50 dólares. También se descubrió que era la tercera vez que la Casa de la Moneda perdía troqueles maestros en cinco años. Una revisión interna de la Real Casa de la Moneda de Canadá argumentó que, aunque existía la política de enviar los troqueles de anverso y reverso por separado, los troqueles de las nuevas monedas se empaquetaron por separado pero formaban parte del mismo envío. La Casa de la Moneda tampoco estuvo de acuerdo con la afirmación de la Real Policía Montada de Canadá de que los troqueles se habían perdido durante el transporte, sino que creía que habían sido robados. Los troqueles nunca se recuperaron.
Temiendo la posibilidad de falsificación, el gobierno aprobó un nuevo diseño para el reverso, sustituyendo el voyageur por un diseño de Robert-Ralph Carmichael de un loon común flotando en el agua. La moneda recibió inmediatamente el apodo de "loonie" en todo el Canadá inglés, y pasó a conocerse como "huard", "loon" en francés, en Quebec.El loonie entró en circulación el 30 de junio de 1987, con la introducción de 40 millones de monedas en las principales ciudades del país.En el vigésimo aniversario de la moneda se habían acuñado más de 800 millones de loonies.
Tras un periodo de 21 meses en el que se produjeron simultáneamente el loonie y el billete de 1 $, el Banco de Canadá cesó la producción del billete de 1 $.
Los últimos billetes de un dólar se imprimieron el 30 de junio de 1989. El apoyo inicial a la moneda fue desigual, pero la retirada del billete forzó la aceptación de la moneda.
Posteriormente, el loonie adquirió un estatus icónico en Canadá, y actualmente se considera un símbolo nacional.Desde entonces, el término "loonie" se ha convertido en sinónimo del propio dólar canadiense. En 1992, la ciudad de Echo Bay, Ontario, hogar de Robert-Ralph Carmichael, erigió un gran monumento al loonie en su honor a lo largo de la autopista, similar al "Gran Níquel" de Sudbury.
Un año después de la muerte de Isabel II, el 14 de noviembre de 2023 se acuñó un nuevo loonie con la imagen de Carlos III diseñada por Steven Rosati. Un pequeño número de estas monedas entró en circulación en diciembre de 2023.

## Loonie de la suerte
Los responsables de los Juegos Olímpicos de Invierno de Salt Lake 2002 invitaron a Dan Craig, asesor de la Liga Nacional de Hockey sobre Hielo, a supervisar el estadio E Center de la ciudad, donde se iba a celebrar el torneo de hockey sobre hielo. Craig invitó a un par de miembros del equipo de fabricación de hielo de Edmonton, su ciudad natal,para que le ayudaran. Uno de ellos, Trent Evans, colocó en secreto un loonie en el centro del hielo. Originalmente había colocado una moneda de diez centavos, pero añadió la moneda de un dólar después de que la moneda más pequeña se desvaneciera rápidamente al aumentar la superficie del hielo
Colocó las monedas después de darse cuenta de que no había ningún objetivo en el centro del hielo al que pudieran apuntar los árbitros cuando dejaban caer el disco en un cara a cara. Se pintó un fino punto amarillo en la superficie del hielo sobre las monedas, aunque el loonie era ligeramente visible para aquellos que sabían buscarlo.
Para mantener la moneda en secreto, Evans sólo informó a unas pocas personas de su ubicación y les hizo jurar que guardarían el secreto. Entre ellos estaban los jugadores de los equipos masculino y femenino. Ambos equipos canadienses ganaron medallas de oro. Varios miembros del equipo femenino besaron el lugar donde estaba enterrada la moneda tras su victoria. Después de que los hombres ganaran la final, la moneda fue desenterrada y entregada a Wayne Gretzky, director ejecutivo del equipo, quien reveló la existencia del "loonie de la suerte" en una rueda de prensa posterior al partido.
El loonie de la suerte se convirtió rápidamente en una pieza de la tradición canadiense. El loonie de la suerte original fue donado al Salón de la Fama del Hockey,y posteriormente los canadienses han escondido loonies en varias competiciones internacionales, como los Juegos Olímpicos de 2008 y los Campeonatos del Mundo de la IIHF de 2010. Se enterraron loonies en los cimientos de las instalaciones construidas para los Juegos Olímpicos de Invierno de 2010 en Vancouver.
Aprovechando la tradición, la Real Casa de la Moneda de Canadá ha lanzado una edición conmemorativa del "loonie de la suerte" para cada Juegos Olímpicos desde 2004.

## Composición
El peso de la moneda se especificó originalmente en 108 granos, equivalentes a 6,998 gramos. El diámetro de la moneda es de 26,5 mm.
Cuando se introdujeron, las monedas loonie estaban hechas de aureato, una combinación de broncey níquel electrodepositado. A partir de 2007, algunos cospeles comenzaron a fabricarse con un proceso de latonado sin cianuro.En el segundo trimestre de 2012, la composición pasó a ser de acero chapado en latón.Como resultado, el peso se redujo de 7,00 a 6,27 gramos, lo que provocó que el loonie de 2012 no fuera aceptado en algunas máquinas expendedoras. La Autoridad de Aparcamiento de Toronto estimó que, a unos 345 dólares por máquina, costaría alrededor de un millón de dólares actualizar casi 3.000 máquinas para que aceptaran las nuevas monedas. La Fábrica de la Moneda declaró que la tecnología de acero chapado en varias capas, ya utilizada en las monedas más pequeñas de Canadá, produce una firma electromagnética más difícil de falsificar que la de las monedas de aleación normales; además, el uso del acero permite ahorrar costes y evita las fluctuaciones en el precio o el suministro de níquel.
El 10 de abril de 2012, la Real Casa de la Moneda de Canadá anunció cambios en el diseño de las monedas loonie y toonie, que incluyen nuevos elementos de seguridad.

## Ediciones conmemorativas
Además de la acuñación regular del loonie con la imagen estándar del loon común en el reverso de la moneda, la Real Casa de la Moneda de Canadá también ha lanzado ediciones conmemorativas de la moneda de un dólar para diversas ocasiones. Estas monedas tienen un acabado apto para la circulación y se han puesto a disposición del público en paquetes de cinco monedas y en rollos de 25 monedas, además de ponerse directamente en circulación.
| Año  | Tema                                                          | Artista                                                                            | Edición                              | Notas |
| ---- | ------------------------------------------------------------- | ---------------------------------------------------------------------------------- | ------------------------------------ | --- |
| 1992 | 125 aniversario de la Confederación.                          | Rita Swanson                                                                       | 23,010,000                           | Muestra a niños y el edificio del Parlamento. Ese año también se acuñó el diseño normal del somorgujo con la doble fecha "1867-1992". |
| 1994 | Diseño conmemorativo                                          | RCM Staff                                                                          | 15,000,000                           | Imagen del Monumento Nacional a la Guerra en Ottawa |
| 1995 | Monumento al mantenimiento de la paz                          | J. K. Harman, Richard Henriquez, Gregory Henriquez, C. H. Oberlander, Susan Taylor | 41,813,100 (ver nota)                | Incluido en la acuñación del loonie de 1995 |
| 2004 | Loonie de la suerte olímpica                                  | R.R. Carmichael                                                                    | 6,526,000                            | Primer loonie de la suerte. Lanzado con motivo de los Juegos Olímpicos de Verano de 2004 celebrados en Atenas (Grecia). |
| 2005 | Terry Fox                                                     | Stan Witten                                                                        | 12,909,000                           | Fox es el primer ciudadano canadiense que aparece en una moneda canadiense en circulación. Existen versiones sin hierba en el reverso de la moneda. |
| 2006 | La suerte olímpica del loonie                                 | Jean-Luc Grondin                                                                   | 10,495,000                           | Segundo loonie de la suerte. Lanzado con motivo de los Juegos Olímpicos de Invierno de 2006 celebrados en Turín (Italia). |
| 2008 | La suerte olímpica del loonie                                 | Jean-Luc Grondin                                                                   | 10,000,000                           | Tercer loonie de la suerte. Lanzado con motivo de los Juegos Olímpicos de Verano de 2008 celebrados en Pekín (China). |
| 2009 | Centenario de los Montreal Canadiens                          | Susanna Blunt                                                                      | 10,000,000                           | Para conmemorar la celebración del centenario del equipo de hockey profesional Montreal Canadiens |
| 2010 | La suerte olímpica del loonie                                 | RCM Staff                                                                          | 11,000,000                           | Cuarto loonie de la suerte. Lanzado con motivo de los Juegos Olímpicos de Invierno de 2010 celebrados en Vancouver. Incluye el símbolo de los Juegos Olímpicos de Invierno de 2010 ilanaaq, un inukshuk. |
| 2010 | Centenario de la Marina                                       | Bonnie Ross                                                                        | 7,000,000                            | Para conmemorar el centenario de la Marina canadiense. Presenta una fragata de la clase Halifax anclada, un militar de 1910 y una oficial de la marina de hoy en día. |
| 2010 | Centenario de los Saskatchewan Roughriders                    | Susanna Blunt                                                                      | 3,000,000                            | Para celebrar el centenario de los Saskatchewan Roughriders. Con el logotipo de los Roughriders y un 100 estilizado. |
| 2011 | Centenario de Parques de Canadá                               | Nolin BBDO Montreal                                                                | 5,000,000                            | Para celebrar el centenario de Parks Canada. Presenta fauna terrestre, aérea y acuática estilizada, variedades de flora, así como un edificio simbólico del parque y la silueta de un excursionista enmarcada por una cordillera nevada. |
| 2012 | La suerte olímpica del loonie                                 | Emily Damstra                                                                      | 5,000,000                            | Quinto loonie de la suerte. Lanzado con motivo de los Juegos Olímpicos de Verano de 2012 celebrados en Londres (Reino Unido). Presenta un somorgujo común con las alas desplegadas, los anillos olímpicos y una hoja de arce grabada con láser. |
| 2012 | Centésima Copa Grey                                           | RCM Staff                                                                          | 5,000,000                            | Para celebrar la 100ª Grey Cup. Presenta la Copa Grey con la inscripción "100th Grey Cup" en inglés y francés. |
| 2014 | La suerte olímpica del loonie                                 | Emily Damstra                                                                      | 5,000,000                            | Sexto loonie de la suerte. Lanzado con motivo de los Juegos Olímpicos de Invierno de 2014 celebrados en Sochi (Rusia). Muestra un somorgujo común con las alas desplegadas sentado en un lago, el logotipo del equipo olímpico canadiense y una hoja de arce grabada con láser. Tiene el mismo diseño que la versión de 2012. |
| 2016 | Derecho de voto de las mujeres                                | Laurie McGaw                                                                       | 5,000,000                            | Muestra a una mujer depositando su voto junto a una niña para conmemorar el centenario del sufragio femenino en Canadá. |
| 2016 | La suerte olímpica del loonie                                 | Derek Wicks                                                                        | 5,000,000                            | Séptimo loonie de la suerte. Lanzado con motivo de los Juegos Olímpicos de Verano de 2016 celebrados en Río de Janeiro (Brasil). Muestra la imagen de un somorgujo común en el agua, preparado para despegar con el cuerpo arqueado y las alas extendidas, con una hoja de arce estilizada de fondo. |
| 2017 | Canadá 150                                                    | Wesley Klassen                                                                     | 10,000,000                           | Conmemoración del 150 aniversario de la Confederación de Canadá. El diseño muestra el ferrocarril y lugares emblemáticos como el puente Lions Gate, un elevador de grano de las praderas, la torre CN, el hotel Château Frontenac de Quebec y un faro de la costa este. El tema de la moneda es «Nuestros logros». |
| 2017 | Centenario del Toronto Maple Leafs                            | Steven Rosati                                                                      | 5,150,000                            | Celebración del centenario del equipo de hockey Toronto Maple Leafs. El diseño presenta el logotipo de los Leafs, dos palos de hockey cruzados bajo una hoja de arce canadiense y un disco de hockey entre las palabras "Canada Dollar" escritas alrededor de la parte superior de la moneda. |
| 2019 | Igualdad LGBT                                                 | Joe Average                                                                        | 3,000,000                            | 50 aniversario de la despenalización de la homosexualidad en Canadá en 1969. El diseño presenta dos rostros humanos superpuestos dentro de un gran círculo y la palabra «igualdad» en francés e inglés[1]. El diseño se emitió como moneda normal de 1 dólar y como moneda de colección de 10 dólares en edición limitada a todo color. |
| 2020 | 75 aniversario de la firma de la Carta de las Naciones Unidas | Joel Kimmel                                                                        | 2.000.000 (color) 1.000.000 (normal) | Conmemora el 75 aniversario de las Naciones Unidas (ONU) y de su Carta. En un guiño al logotipo de la ONU, un mapamundi dentro de una corona de ramas de olivo se combina con una hoja de arce para simbolizar el compromiso de Canadá con la ONU y sus valores. |
| 2021 | 125 aniversario de la fiebre del oro de Klondike              | Jori van der Linde                                                                 | 2.000.000 (color) 1.000.000 (normal) | Conmemora el 125 aniversario de la fiebre del oro de Klondike. El diseño presenta la representación artística del descubrimiento de oro que desencadenó la fiebre del oro de Klondike. Bajo un sol resplandeciente, se puede ver a Keish ("Skookum" Jim Mason), Shaaw Tlàa (Kate Carmack), Kàa Goox (Dawson Charlie), todos ellos de ascendencia lingít y tagish, y a George Carmack buscando oro al borde de Gàh Dek (Rabbit Creek / Bonanza Creek). El símbolo pictórico de Ëdhä Dädhëchą (tobogán de alce), un poderoso símbolo de revitalización cultural, aparece resaltado en rojo y blanco en monedas coloreadas selectivamente; aparece en la orilla opuesta del arroyo y representa a los Tr'ondëk Hwëch'in y su profunda y perdurable conexión con la tierra. |
| 2022 | Celebración de Oscar Peterson                                 | Valentine De Landro                                                                | 2.000.000 (color) 1.000.000 (normal) | Celebración de la vida y el legado de Oscar Peterson. El diseño representa al músico sentado al piano, tocando su poderoso himno a favor de los derechos civiles «Hymn to Freedom», mientras que las notas musicales y los símbolos de los acordes de esa pieza también aparecen en el diseño. En la moneda de 1 dólar con color selectivo, el color favorito de Peterson (el púrpura) transmite la alegría y el amor por la música que eran evidentes cada vez que tocaba. |
| 2022 | 175 aniversario del nacimiento de Alexander Graham Bell       | Christopher Gorey                                                                  | 2.000.000 (color) 1.000.000 (normal) | Conmemora el 175 aniversario del nacimiento de Alexander Graham Bell y rinde homenaje a su legado de innovación. El diseño reproduce la firma de Bell, junto con un retrato del inventor en sus últimos años, cuando gran parte de su trabajo científico se llevó a cabo en su finca de Baddeck, Nueva Escocia. Esos experimentos están representados por ilustraciones esquemáticas del Silver Dart -el avión que logró el primer vuelo controlado con motor en Canadá- y del hidrodeslizador HD-4, que batió récords; ambas embarcaciones hicieron historia en el lago Bras d'Or, representado por las olas que aparecen resaltadas en azul en la moneda coloreada.                                                                                                   |
| 2023 | Homenaje a Elsie MacGill                                      | Claire Watson                                                                      | 2.000.000 (color) 1.000.000 (normal) | En honor de Elizabeth "Elsie" MacGill por su ingeniería aeronáutica y por defender los derechos de la mujer. La moneda reproduce un Hawker Hurricane, que aparece en color en algunas monedas. |
| 2024 | 150 aniversario del nacimiento de L. M. Montgomery            | Brenda Jones                                                                       | 2.000.000 (color) 1.000.000 (normal) | Retrato de Montgomery junto al personaje titular, Ana de las Tejas Verdes, una cartera abierta y un tintero. El fondo de la moneda muestra el paisaje de la isla del Príncipe Eduardo, escenario de muchas de las historias de Montgomery, que aparece coloreado en algunas monedas. |

## Loonie Terry Fox
El Loonie Terry Fox fue presentado en 2005 y diseñado por el grabador Stanley Witten. La moneda representa al atleta canadiense, humanitario y activista de la investigación contra el cáncer Terry Fox.
Tras el diseño de la moneda de Terry Fox de 2005, Witten declaró al Ottawa Citizen que "al esculpir el diseño, quise plasmar a Terry luchando contra los elementos, corriendo contra el viento, elevándose sobre árboles doblados por el viento en un tramo solitario de la naturaleza canadiense".

## Ediciones del juego de muestras

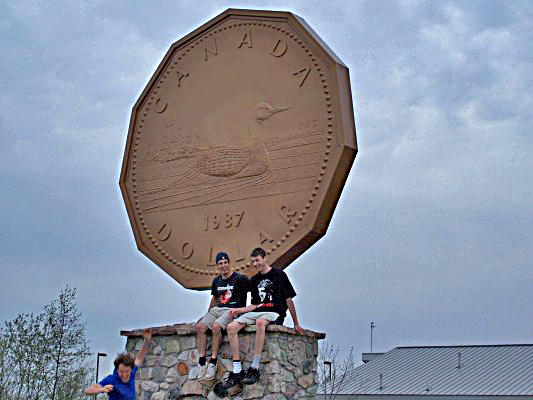
El Gran Loonie en Echo Bay, Ontario

En 1997, 2002 y cada año desde 2004, la Real Casa de la Moneda de Canadá ha emitido una moneda de un dólar con una imagen diferente y única de un ave en el reverso. Estas monedas especiales tienen una tirada limitada y sólo están disponibles en los juegos de seis monedas.
| Año  | Tema                         | Artista                 | Montaje |
| ---- | ---------------------------- | ----------------------- | ------- |
| 1997 | 10º aniversario del loonie   | Jean-Luc Grondin        | 97,595  |
| 2002 | 15º aniversario del loonie   | Dora de Pédery-Hunt     | 67,672  |
| 2004 | Santuario de aves Jack Miner | Susan Taylor            | 46,493  |
| 2005 | Frailecillo moñudo           | Mark Hobson             | 39,818  |
| 2006 | Búho nival                   | Glen Loates             | 39,935  |
| 2007 | Cisne trompetero             | Kerri Burnett           | 40,000  |
| 2008 | Pato común                   | Mark Hobson             | 40,000  |
| 2009 | Garza azul                   | Chris Jordison          | 40,000  |
| 2010 | Aguilucho norteño            | Arnold Nogy             | 35,000  |
| 2011 | Gran búho gris               | Arnold Nogy             | 35,000  |
| 2012 | 25 aniversario del loonie    | Arnold Nogy             | 35,000  |
| 2013 | Cerceta aliazul              | Glen Loates             | 50,000  |
| 2014 | Halcón ferruginoso           | Trevor Tennant          | 50,000  |
| 2015 | Arrendajo azul               | Brent Townsend          | 30,000  |
| 2016 | Cisne de la tundra           | Glen Scrimshaw          | 30,000  |
| 2017 | Ganso de nieve               | Pierre Girard           | 30,000  |
| 2018 | Lechuza común                | Pierre Girard           | 30,000  |
| 2019 | Pico picapinos               | Jean-Charles Daumas     | 30,000  |
| 2020 | Hurón de patas negras        | Caitlin Lindstrom-Milne | 25,000  |
| 2021 | Tortuga de Blanding          | Pierre Girard           | 30,000  |
| 2022 | Zorro veloz                  | Claude Thivierge        | 30,000  |
| 2023 | Urogallo                     | David Caesar            | 30,000  |

## Primeros golpes
| Año  | Tema                    | Montaje |
| ---- | ----------------------- | ------- |
| 2005 | Somormujo lavanco       | 1,944   |
| 2005 | Terry Fox               | 19,949  |
| 2006 | Lucky Loonie            | 20,010  |
| 2006 | Con nueva marca de ceca | 5,000   |
| 2023 | Rey Carlos III anverso  | 15,000  |